# 枡野浩一
枡野 浩一（ますの こういち、1968年9月23日 - ）は、日本の歌人、詩人、小説家、エッセイスト、芸人。タイタン所属。
2006年に佐々木あららと共に執筆した青春小説『ショートソング』は約10万部のベストセラーとなり、小手川ゆあによって漫画化もされた。

## 人物
コピーライター、フリーライターを経て、1997年に歌人としてデビュー。口語短歌が主な作風で、これは糸井重里に「かんたん短歌」と命名され、「マスノ短歌」と呼ばれている。高校国語教科書（明治書院・大修館書店）に短歌掲載中。結社や同人に所属しないため、歌人としては異端視されることが多い（当人もかつては「特殊歌人」の肩書きを使用していた）。明石家さんまのテレビ番組における「踊る！ヒット賞」が唯一の受賞経験。
当人が「世界一売れている現役男性歌人」と称するように多くの支持層を持つ。特に若者に支持されている。
短歌以外にも現代詩、作詞、漫画評、演劇評、エッセイ、小説など様々なジャンルで作品を発表している。
元妻は漫画家の南Q太。芸人トリオ「詩人歌人と植田マコト」の元メンバー。芸人活動休止後は漫画家の古泉智浩とポッドキャスト番組「本と雑談ラジオ」のパーソナリティとして活動。ババロア研究家。阿佐ヶ谷「枡野書店」店主。
作歌活動の他、新人歌人のプロデュースや短歌の公募添削、短歌をテーマとした小説の執筆など多方面で活動。テレビ番組やCM、映画などに出演。
高見広春の小説『バトル・ロワイアル』、猫田道子の小説『うわさのベーコン』が太田出版からそれぞれ刊行されたのは枡野の紹介によるもの。
南と離婚に至るまでの経緯とその後は著書『あるきかたがただしくない』『結婚失格』などに詳しく記されている。

## 経歴
工学博士・枡野邦夫（1935年-、石川県出身。日本電信電話公社（現・日本電信電話）研究所で光ファイバ/光ケーブル研究者）の長男として、東京都杉並区西荻窪に生まれる。その後茨城県水戸市に転居の後、小学5年で東京都小平市に再度転居した。
1987年3月、東京都立小金井北高等学校を卒業し、専修大学経営学部に入学。当時所属した文学サークルの後輩には宇田川寛之（現・短歌人編集委員）がいる。
大学中退後、『シンプジャーナル』誌上の作詞コンテストに投稿し、ベスト1にたびたび選ばれた。また、雑誌『現代詩手帖』にも投稿して入選した。
1989年から2年間リクルートでコピーライターとして活動する。リクルート退社後、『ロックンロール・ニューズメイカー』の佐伯明主宰の「音楽ライター養成ギブス・ます目ディア」に投稿したことをきっかけに、1991年から同誌で音楽ライターとしての活動を開始する。また、漫画評論家としても活動をおこなう。
1995年6月、第41回角川短歌賞において応募作品「フリーライターをやめる50の方法」が審査員5人中4人の最高得票ながら落選し、最終候補にとどまる。これが雑誌やテレビなどに取り上げられ話題となる。10月、詩集『ガムテープで風邪が治る』を刊行した。
1997年9月、初の歌集である短歌絵本『てのりくじら』『ドレミふぁんくしょんドロップ』を同時刊行。12月、『CUTiE Comic』（宝島社）に「マスノ短歌教」を連載開始。この連載を期に、漫画家の南Q太と結婚に至る(2000年元日入籍)。
2000年5月、NHK『スタジオパークからこんにちは』に「かんたん短歌塾」講師として出演した。この年、長男が誕生する。
2003年5月、荻原裕幸責任編集の短歌雑誌『短歌ヴァーサス』（風媒社）創刊号にて特集「枡野浩一の短歌ワールド」が組まれる。8月、南Q太と離婚した。
2004年、映画『恋の門』に河井克夫とともに出演した。
2006年10月、CHINTAIのテレビCMで加藤あいと共演する。
2008年、自身が出演する短編映画『バイバイと鳴く動物がアフリカの砂漠で昨夜発見された』を監督した。
2009年10月、五反田団の演劇「生きてるものか」にオーディションを経て出演した。
2011年11月22日　日本テレビ系『踊る!さんま御殿!!』に出演。「踊る!ヒット賞」を獲得。
2012年 阿佐ヶ谷に枡野書店をオープン。本当の書店ではなく、自身の仕事場兼多目的フリースペース。トークイベント、講座などが不定期で開催されている。
2013年4月、高校国語教科書（明治書院）に短歌が掲載される。4月2日、ダンサー・振付家である木皮成とのお笑いコンビ「ゾロメガネン」を結成するが、8月にはコンビとしての活動は中断した（正式に解散・休止などはしていない）。9月20日、テレビ東京『たべるダケ』第11話に古本屋の店主役で出演する。9月25日、詩のボクシング第3回チャンピオンである本田まさゆきと芸人コンビ「詩人歌人」を結成。その後、植田マコト（元うえはまだ）が加入し、芸人トリオ「詩人歌人と植田マコト」となる。
2015年6月20日、文筆業に専念するためSMA NEET Projectを退社した（本田と植田はコンビ「すっきりソング」での活動を経て、現在は別々に芸人活動を継続中）
2016年『愛のことはもう仕方ない』の刊行を記念し、対話シリーズ「心から愛を信じていたなんて」をスタート。紫原明子、植本一子、加藤千恵、中村うさぎ・二村ヒトシ、小谷野敦、町山智浩・水道橋博士・古泉智浩、利重剛、西牟田靖らと対談・座談会を開く。
2017年 20周年を記念して「世界初、Tシャツ歌集を作りたい！」のクラウドファンディングを実施し、目標金額の370%に上る寄付を集めて達成した。また、赤坂レッドシアターにて「西野亮廣と西野を嫌いな4人の男たち」に出演した（ほかに、西野亮廣、村上健志、大井洋一、森田哲矢が登壇）。
2018年　いとうせいこう連続企画「今夜、笑いの数を数えましょう」の4人目のゲストとして参加する（第1回倉本美津留、第2回ケラリーノ・サンドロヴィッチ、第3回はバカリズム升野英知）。
2019年8月、毎日新聞に内田かずひろの絵と組んだ童話『みんなふつうで、みんなへん。』全30話を連載する。
2020年 NHKラジオ「NHKジャーナル」で定期的に「ニュースで短歌」コーナーの講師を担当する。
2022年 テレビ東京 「ワールドビジネスサテライト」でなぜいま短歌が“バズる”のか現代短歌の第一人者として生出演。「毎日のように手紙は来るけれどあなた以外の人からである 枡野浩一全短歌集」紹介。
2023年5月より1年間タイタンの学校（芸人コース）に6期生として通学し、9月23日には同じく6期生の弁護士・藤元達弥と「歌人裁判」を結成。
2024年5月1日よりお笑い芸人「歌人さん」としてタイタンに所属。

## 作品

### 歌集
- 『てのりくじら』（絵：オカザキマリ、1997年9月、実業之日本社）
- 『ドレミふぁんくしょんドロップ』（絵：オカザキマリ、1997年9月、実業之日本社）
- 『ますの。』（1999年3月、実業之日本社）
- 『歌　ロングロングショートソングロング』（2012年3月、雷鳥社）映画監督杉田協士の写真とのコラボレーションによる写真短歌集。
- 『毎日のように手紙は来るけれどあなた以外の人からである 枡野浩一全短歌集』(2022年9月、左右社)

### 選集
- 『ハッピーロンリーウォーリーソング』（2001年7月、角川文庫） 池田進吾による写真と共に過去の歌集『てのりくじら』『ドレミふぁんくしょんドロップ』の2冊を収録し再構成した選集。
- 『57577 Go city, go city, city!』（2003年2月、角川文庫） 『ますの。』を4コマ漫画と共に再構成した書籍。
- 『短歌タイムカプセル』【一千年後に届けたい、現代短歌アンソロジー】 (2018年1月23日、書肆侃侃房)に参加。

### 小説
- 『結婚失格』（2006年10月、講談社）　書評を織り交ぜた「書評小説」と銘打たれた自伝的小説
- 『ショートソング』（執筆協力：佐々木あらら、2006年11月、集英社文庫） 青春小説。後に小手川ゆあにより漫画化。
- 『僕は運動おんち』（2009年6月、集英社文庫） 青春小説。
- 『愛のことはもう仕方ない』（2016年6月、サイゾー）実録小説。

### 漫画
- 『ショートソング』（2007年、集英社)作画:小手川ゆあ

### 詩集
- 『水戸浩一遺書詩集 ガムテープで風邪が治る』（絵：内田かずひろ、1995年10月、新風舎） かつての筆名「水戸浩一」の遺稿を枡野浩一がまとめる形で刊行。後に枡野著の『愛蔵版 ガムテープで風邪が治る』として再刊行。
- 『くじけな』（2011年6月、文芸春秋）詩集。柴田トヨ『くじけないで』のパロディとして刊行のあてもなくTwitterで連載しはじめていたものが、出版社の目に留まり、出版された。また、「おやすみなさい」「おはよう」「ただいま」「のぞみ」「こんにちわ」「くじけない」は北川昇によって曲がつけられ『無伴奏混声合唱組曲 「くじけない」』（カワイ出版）として出版されている。

### コラム・エッセイ
- 『君の鳥は歌を歌える』（1999年10月、マガジンハウス） 映画や漫画などのレビューと「短歌化」。後に角川文庫から刊行。
- 『漫画嫌い』（写真：八二一、2000年6月、二見書房） 漫画評。
- 『かんたん短歌の作り方』（絵：南Q太、2000年12月、筑摩書房） 宝島社「CUTiE Comic」の連載「マスノ短歌教」をまとめたもの。後にちくま文庫から刊行された際には、絵は後藤グミに差し替えられている。
- 『石川くん』（絵：朝倉世界一、2001年11月、朝日出版社） 石川啄木の短歌を現代語に翻訳。後に集英社文庫から刊行。
- 『日本ゴロン』（写真：八二一、2002年12月、毎日新聞社）コラム集。
- 『淋しいのはお前だけじゃな』（絵：オオキトモユキ、2003年11月、晶文社） 後に集英社文庫から刊行。
- 『もう頬づえをついてもいいですか?』（写真：八二一、文字：渋谷展子、2004年8月、実業之日本社） 映画コラム&短歌集。
- 『あるきかたがただしくない』（2005年12月、朝日新聞社） 自らの離婚調停などを語ったエッセイ。
- 『一人で始める短歌入門』（絵：後藤グミ、2007年6月、ちくま文庫）CHINTAIのテレビCMで募集した短歌をもとにした短歌入門。

### プロデュース・編著など
- 『音楽ライターになりたい』（佐伯明著、ビクターエンタテインメント、1992年） 音楽ライター時代の対談が収録。
- 加藤千恵『ハッピーアイスクリーム』（2001年8月、中央公論新社） プロデュース。
- 『どうぞよろしくお願いします』（写真：八二一、2002年5月、中央公論新社） 付け句作品集。編集・プロデュースを担当。
- 佐藤真由美『プライベート』（2002年7月、中央公論新社） プロデュース。
- 『短歌ヴァーサス』創刊号（2003年5月、風媒社）枡野浩一特集。
- 『結婚するって本当ですか?』（むらやまじゅんとの共著、写真：八二一、2004年8月、朝日新聞社） 結婚についての格言集。
- 『かなしーおもちゃ』（2005年1月、インフォバーン） ブログで募集した短歌の傑作選。
- 『ドラえもん短歌』（2005年9月、小学館） ドラえもんをテーマにブログで募集した短歌の傑作選。
- 『金紙&銀紙の 似ているだけじゃダメかしら?』（河井克夫との共著、2006年12月、リトルモア） タレント本。
- 『あれたべたい』（絵：目黒雅也、2016年6月、あかね書房）ババロア絵本。
- 『ネコのなまえは』（絵：目黒雅也、2017年6月、絵本館）ネコ絵本。
- 『しらとりくんはてんこうせい』（絵：目黒雅也、2018年2月、あかね書房）自伝的童話。
- 『みんなふつうで、みんなへん。』（絵：内田かずひろ、2021年1月、あかね書房）毎日新聞に全30話連載後、絵本化。
- 『シロのきもち』（原作・絵：内田かずひろ、2022年5月、あかね書房）絵本化。

## 出演
- BSマンガ夜話『雲の上のキスケさん』（2003年8月26日 NHK BS2） - ゲスト出演